# Mariusz Dąbrowski
Mariusz Dąbrowski (ur. 18 listopada 1976 w Koszalinie) – zapaśnik, olimpijczyk z Sydney 2000. Zawodnik ZKS Koszalin.
Specjalista stylu wolnego. Występował w kategoriach wagowych do 58 kg i 69 kg.
Jako junior zajął w 1994 roku 6. miejsce na mistrzostwach świata juniorów. Mistrz Polski z roku 1998 w kategorii do 69 kg. Trzykrotny uczestnik mistrzostw świata w kategorii do 69 kg w latach: 1997 (zajął 25. miejsce), 1998 (11. miejsce), 1999 (21. miejsce). Uczestnik mistrzostw Europy w roku 1999, podczas których zajął 7. miejsce i 2001, podczas których zajął 12. miejsce.
Na igrzyskach olimpijskich w 2000 roku przegrał pierwszą walkę w eliminacjach i odpadł z konkurencji, zajmując ostatecznie 18. miejsce.